# Pachyta perlata
Pachyta perlata es una especie de escarabajo longicornio del género Pachyta, tribu Rhagiini, subfamilia Lepturinae. Fue descrita científicamente por Holzschuh en 1991.
La especie se mantiene activa durante el mes de agosto.

## Descripción
Mide 18,8 milímetros de longitud.

## Distribución
Se distribuye por India y Nepal.